# Parafia Ewangelicko-Augsburska w Białej

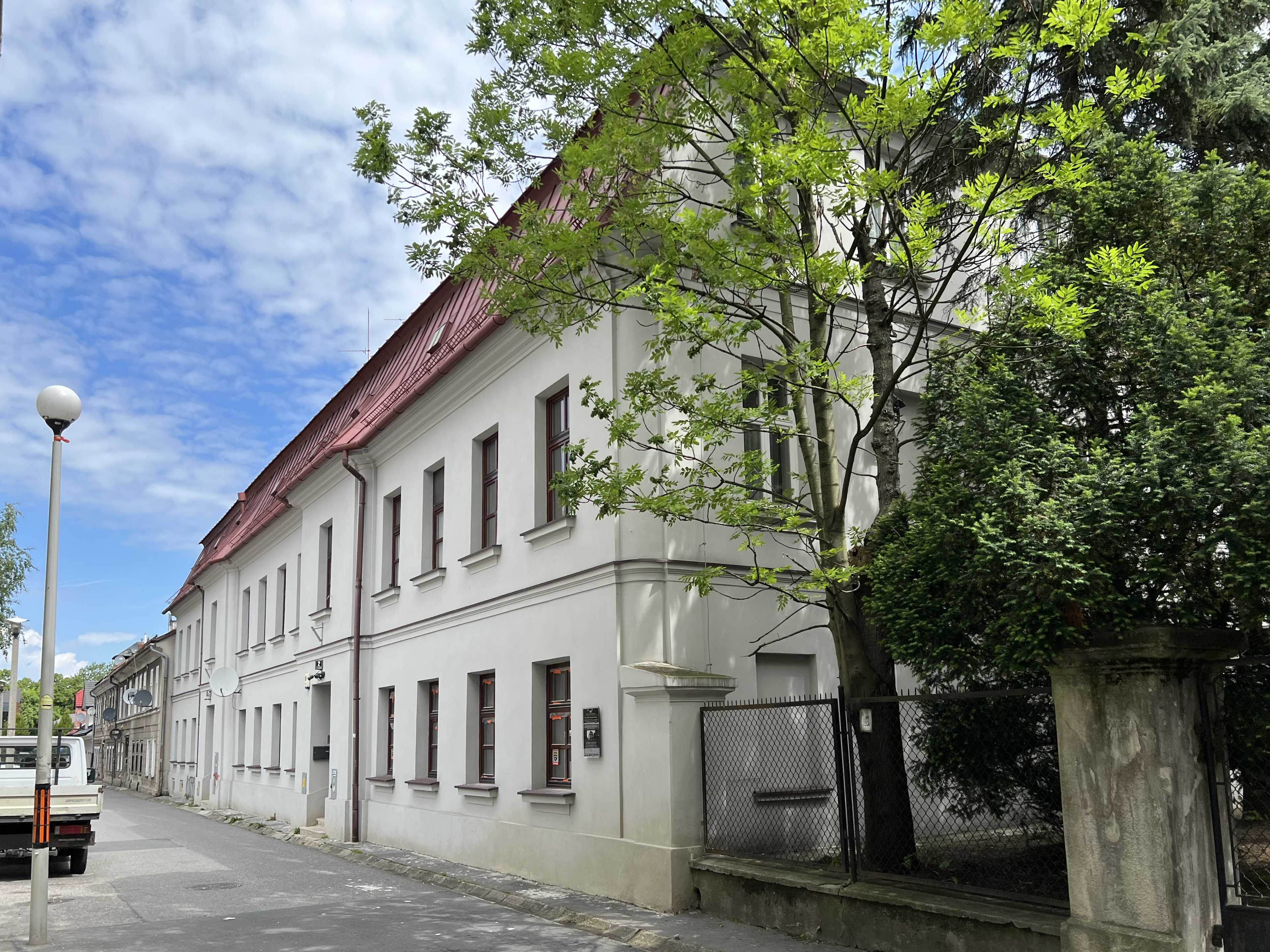
Stara szkoła ewangelicka w Białej, obecnie budynek parafialny

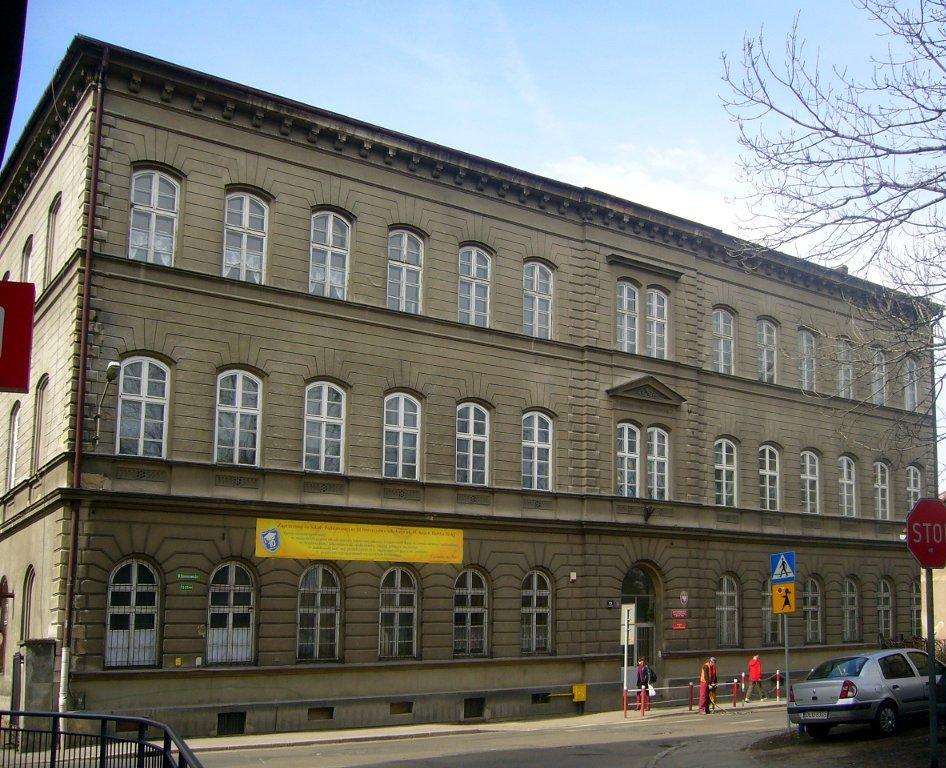
Nowa szkoła ewangelicka, obecnie Szkoła Podstawowa nr 10 Towarzystwa Szkolnego im. M. Reja

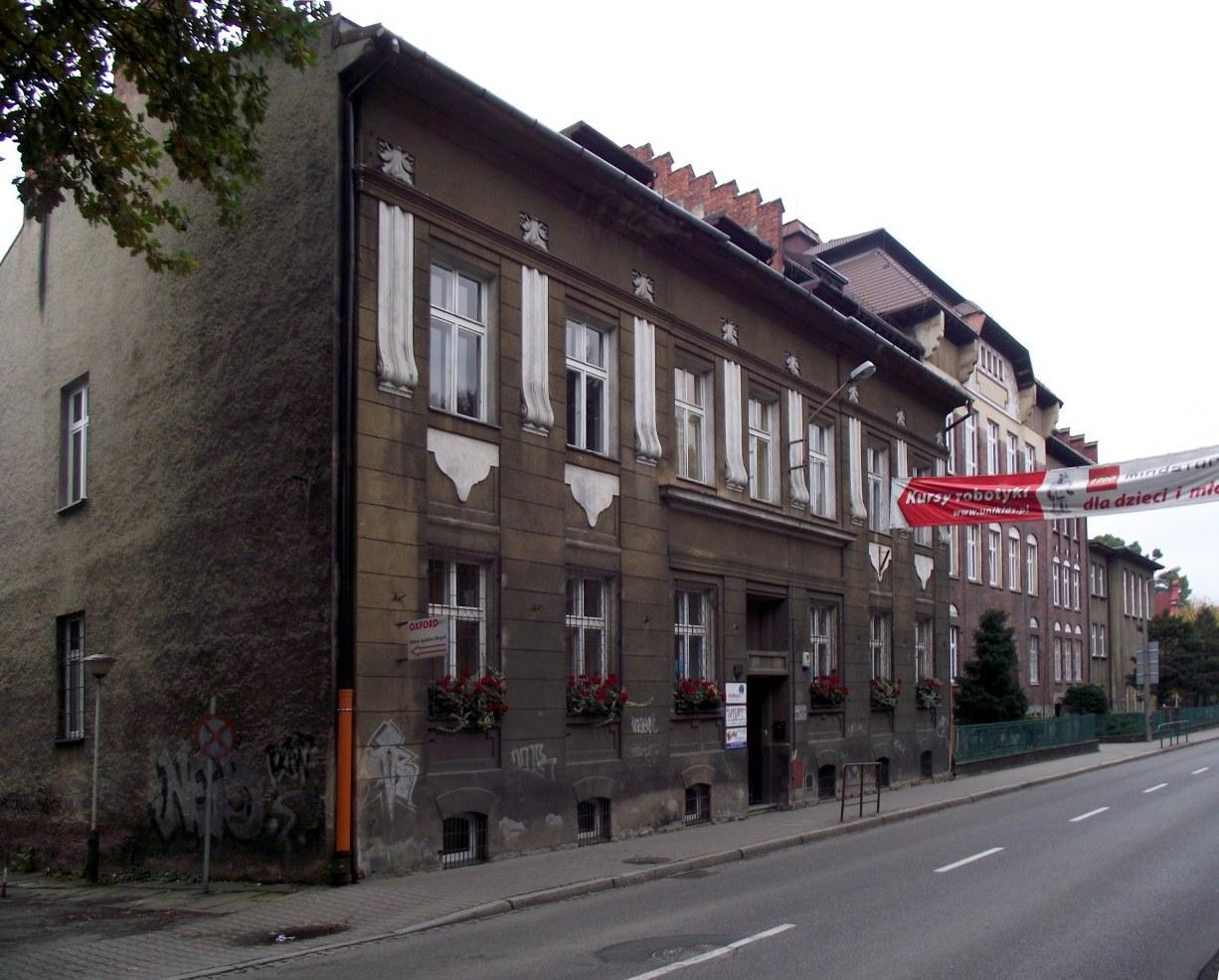
Dawny Ewangelicki Dom Sierot, obecnie siedziba prywatnej szkoły podstawowej

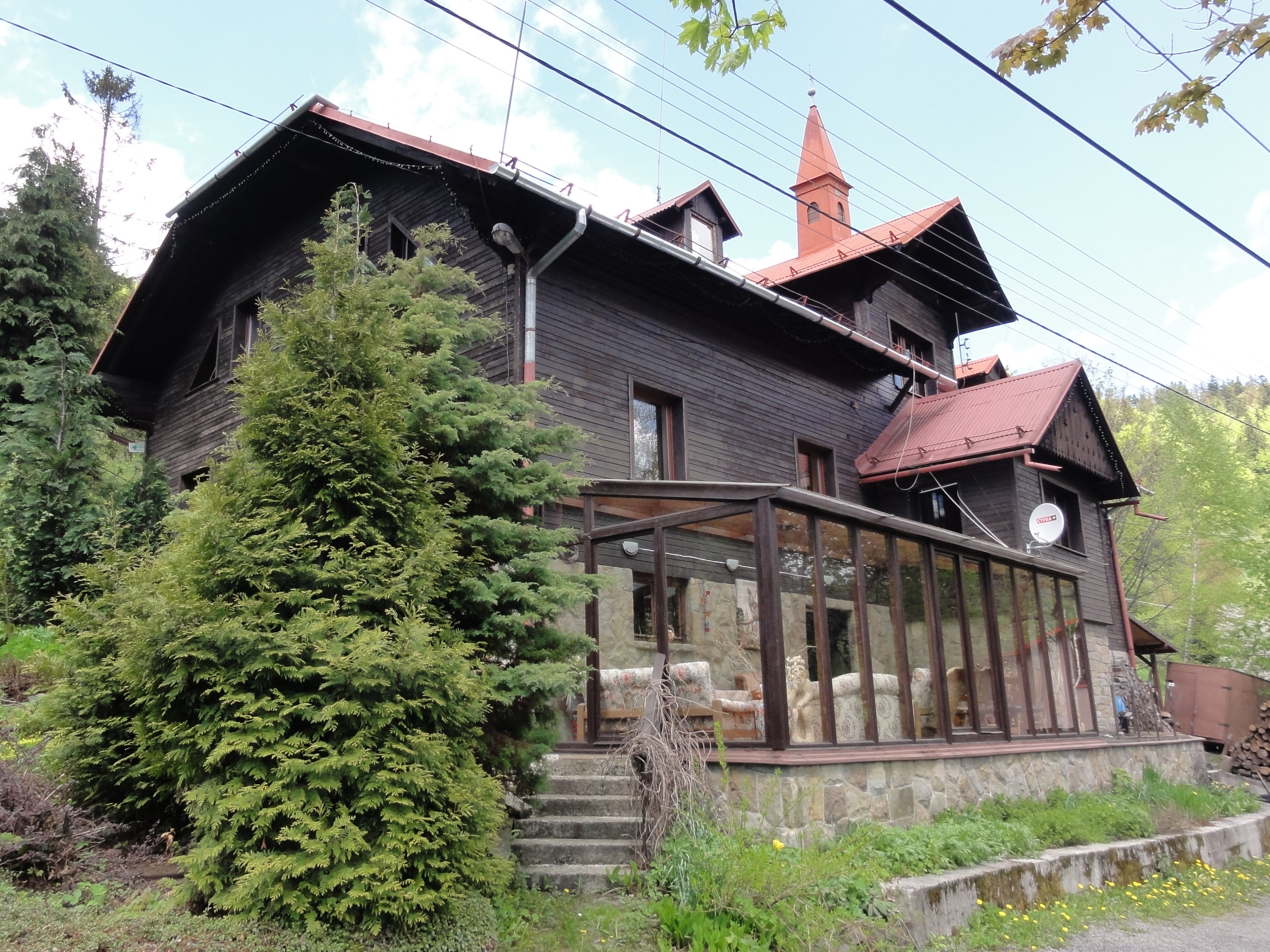
Dawna szkoła ewangelicka w Szczyrku-Salmopolu, obecnie Dom Gościnny Parafii Ewangelickiej

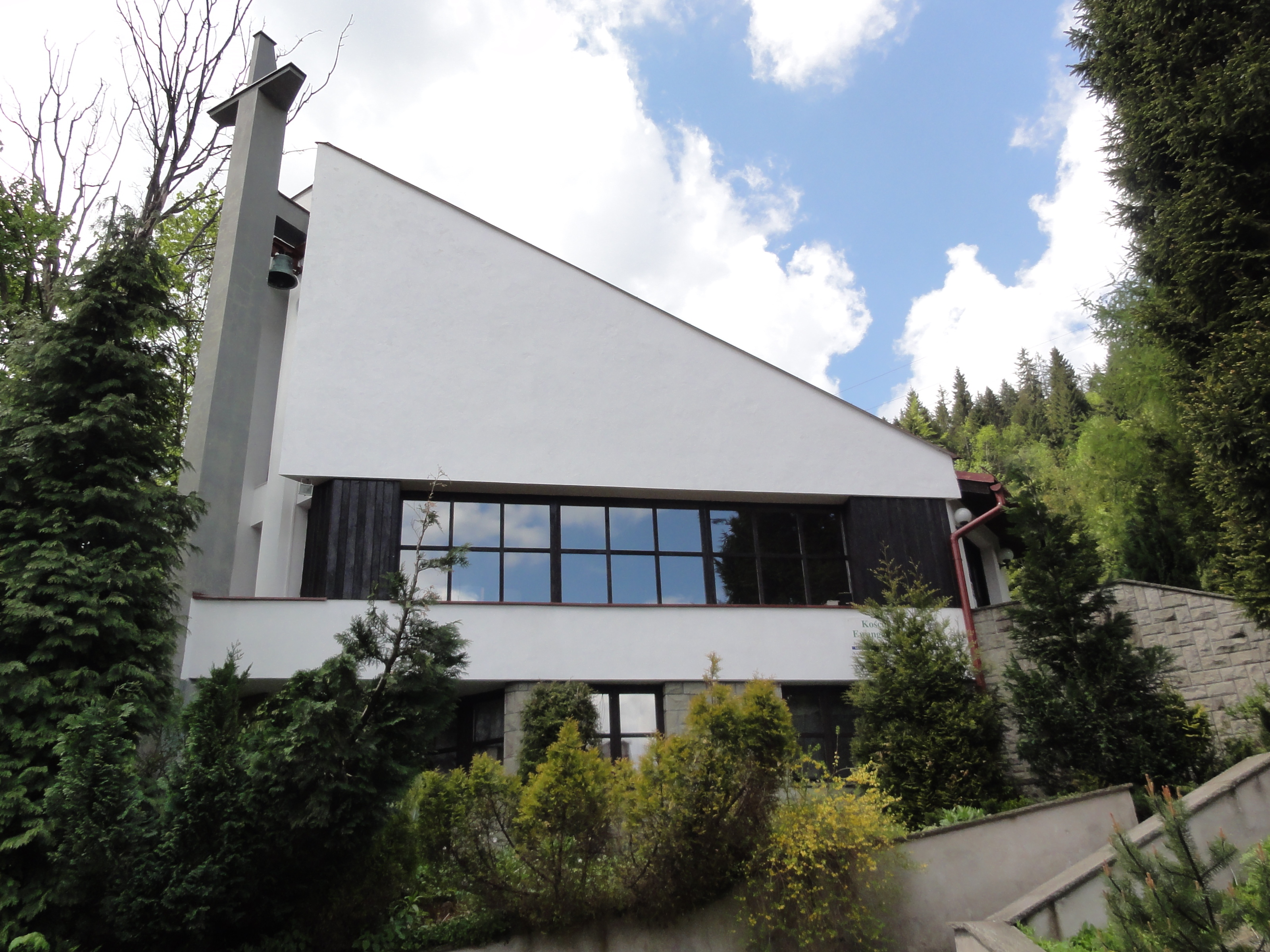
Kościół ewangelicki w Szczyrku-Salmopolu

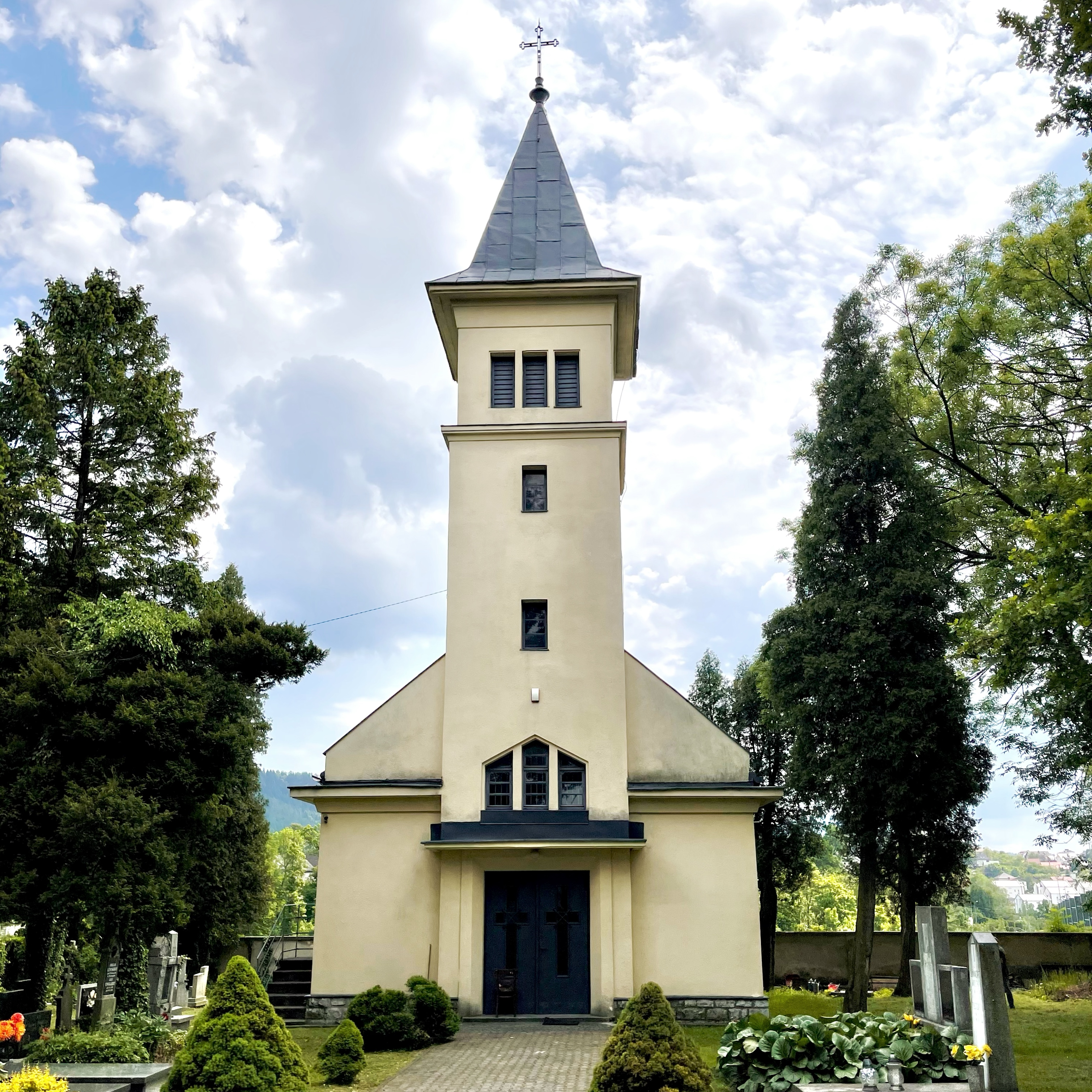
Kaplica ewangelicka w Lipniku

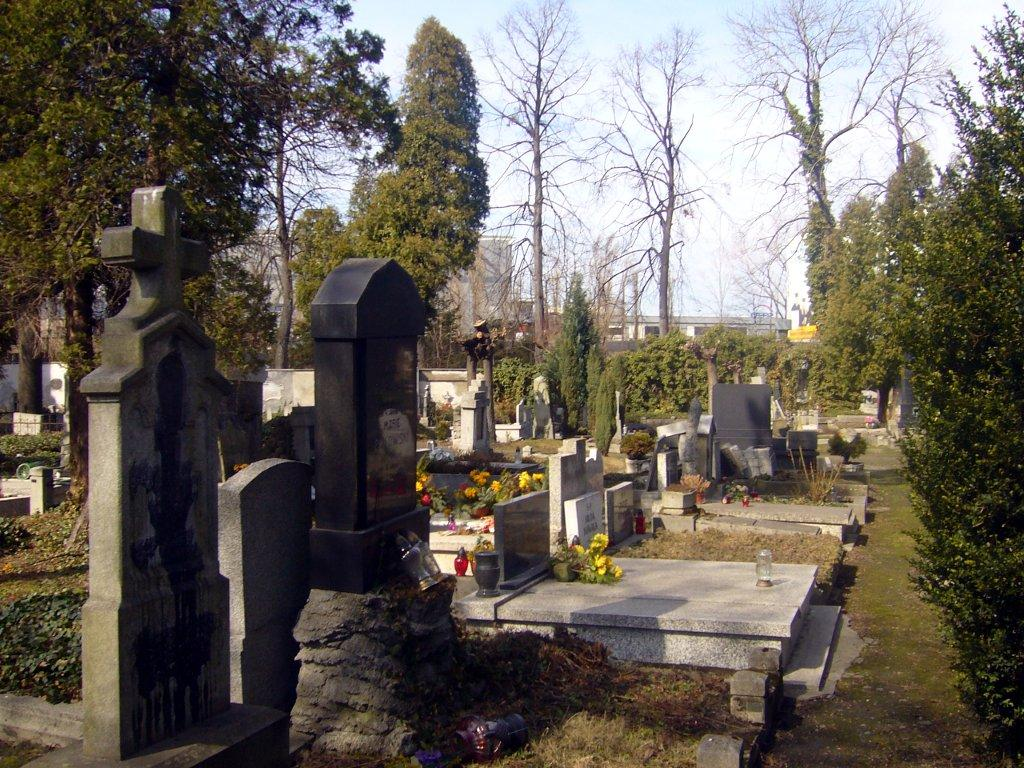
Cmentarz ewangelicki w Białej

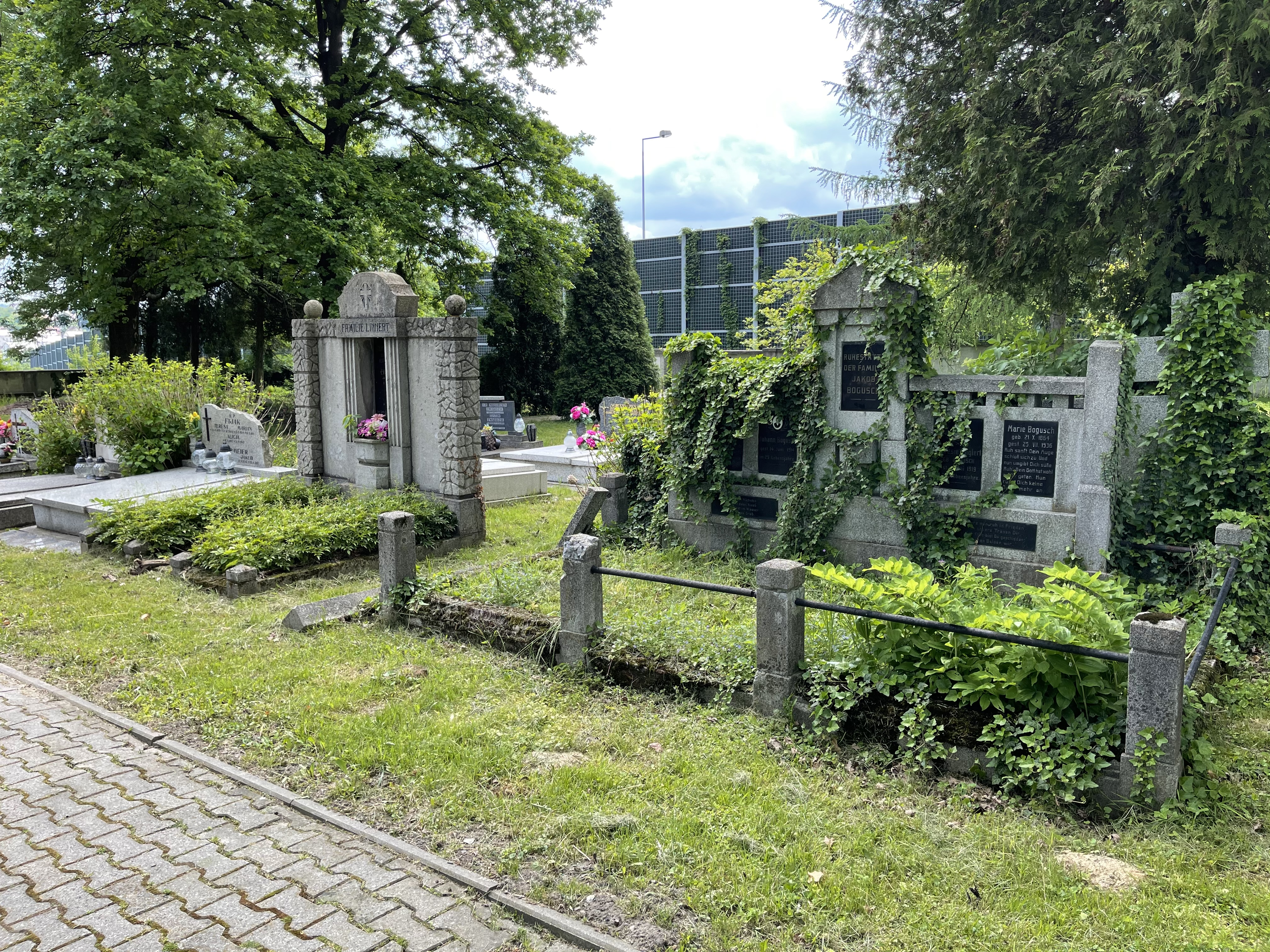
Cmentarz ewangelicki przy ul. Krakowskiej w Lipniku

Parafia Ewangelicko-Augsburska w Białej – parafia luterańska w Bielsku-Białej, w dzielnicy Biała Krakowska, należąca do diecezji cieszyńskiej. Powstała w 1781. Mieści się przy ulicy Staszica. W 2021 liczyła 720 wiernych.
Jest najmniejszą z trzech parafii ewangelickich na terenie miasta pod względem liczby członków, jednak jest jednostką bardzo rozległą terytorialnie. Obejmuje ona opieką duszpasterską wiernych z Bielska-Białej zamieszkałych w dzielnicach położonych po wschodniej stronie rzeki Biała. Skupia także ewangelików z terenów na wschód od miasta, z Żywiecczyzny (w szczególności z rejonu Węgierskiej Górki), jak również z okolic Oświęcimia.

## Historia

### Początki luteranizmu w Lipniku i Białej
Idee Reformacji na skutek działalności wędrownych kaznodziejów ewangelickich dotarły na teren wsi Lipnik w drugiej połowie XVI wieku. W tym czasie do miejscowości tej należały również przysiółki Biała, Leszczyny i Straconka. Działalność protestantów spotkała się z wrogim stosunkiem miejscowego duchowieństwa rzymskokatolickiego, co związane było głównie z powodami ekonomicznymi – mieszkańcy wsi byli zobligowani do płacenia na rzecz parafii katolickiej specjalnych podatków.
Luteranizm szybko zyskał szerokie poparcie w społeczeństwie, w związku z czym większość mieszkańców wsi stała się członkami kościoła ewangelickiego, a w XVII odsetek ten osiągnął 95%. W 1613 Biała wyodrębniła się z Lipnika jako osobna miejscowość.
W 1708 w Białej zamieszkał protestancki ksiądz Jakub Engelbrecht, z którym blisko współpracowali mieszkańcy Lipnika, a tamtejsi wierni spotykali się na czytaniu Biblii w budynkach dwóch karczm. Proboszczem katolickim był wówczas ks. Jan Polak, który w celu zwalczenia działalności protestantów na terenie jego parafii powołał w 1708 misję jezuitów przy kaplicy Opatrzności Bożej. Już po tygodniu misja została jednak rozgromiona przez wiernych kościoła ewangelickiego, a jezuici opuścili wieś.
Szkoła ewangelicka została uruchomiona w 1715 w budynku należącym do Piotra Buczkowskiego, położonym nad potokiem Niwka. Trzy lata później w wyniku zabiegów katolickiego proboszcza Polaka nauczyciele zostali wypędzeni ze szkoły, a podobny los spotkał też miejscowego ewangelickiego duszpasterza, ks. Johana Brina. Zarówno przez ks. Polaka, jak i jego następcę na stanowisku katolickiego proboszcza ks. Grzegorza Bykowskiego, stale były wysyłane skargi dotyczące ewangelików, kierowane do króla oraz biskupstwa.
W latach 20. XVIII wieku urząd lipnickiego starosty objął Adrian Bełchacki, będący ewangelikiem. Dzięki zabiegom jego sukcesora, Jakuba Zygmunta Rybińskiego, w 1723 Biała otrzymała prawa miejskie. Terytorium Białej zostało powiększone o ziemie należące uprzednio do Lipnika, miasto pozostało jednak częścią lipnickiej parafii katolickiej. Pomiędzy miejską (bialską) a wiejską (lipnickim) społecznością ewangelicką panowały przyjazne stosunki i prowadzono współpracę.
W XVIII wieku nastąpiło intensywne osadnictwo ewangelików z terenu Niemiec, prowadzone przez starostów lipnickich, zarówno na terenie Lipnika, jak i Białej. W mieście najwięcej kolonistów pojawiło się po wojnach śląskich.
W 1728 starostą został Jakub Dunin, który wprowadził przymus uczęszczania do kościoła katolickiego dla wszystkich mieszkańców oraz pobierania przez ich dzieci nauki religii katolickiej. Poskutkowało to wystosowaniem 28 i 29 listopada 1729 protestu, który został przekazany królowi Augustowi II Mocnemu przez delegację dwóch wiernych podczas pobytu króla w Dreźnie. 15 sierpnia 1730 ewangelicy otrzymali od władcy państwa przywilej gwarantujący wolność religijną. Jednak rok później doprowadzono do przywrócenia tu misji jezuickiej, działającej do 1773, która doprowadziła do rekatolizacji znacznej części mieszkańców. Ewangelików wspierał królewski minister i od 1738 lipnicki starosta Henryk Brühl. Dzięki jego działalności przez króla Augusta III została potwierdzona wolność religijna na tym terenie. Pomimo wyznawanego przez siebie luteranizmu, starosta ufundował budowę katolickiego kościoła Opatrzności Bożej w Białej, powstałego w latach 1760–1769 i od 1769 będącego siedzibą samodzielnej bialskiej parafii katolickiej. Zarówno on, jak i jego syn Alojzy Fryderyk Brühl, będący następcą ojca na stanowisku starosty, kontynuowali akcję osiedleńcza kolonistów niemieckich, w wyniku czego w 1765 liczba mieszkańców Lipnika wyniosła 1000 osób, będących w znacznej większości ewangelikami.
16 kwietnia 1767 wolność religijna w starostwie została potwierdzona przez króla Stanisława Augusta Poniatowskiego, a 24 lutego 1768 przyjęty został traktat warszawski, nadający pełnię praw wszystkim niekatolikom zamieszkałym w Rzeczypospolitej. Miejscowi ewangelicy nie złożyli jednak wniosku o budowę kościoła z uwagi na stacjonowanie w Lipniku w latach 1769–1772 wojsk konfederacji barskiej, niechętnych protestantom.

### Powstanie parafii ewangelickiej w Białej
We wrześniu 1772 na skutek I rozbioru Polski obie miejscowości stały się częścią Galicji. Miejscowi ewangelicy byli w uprzywilejowanej sytuacji do współwyznawców żyjących w pozostałej części państwa, jak w sąsiednim Bielsku na Śląsku, ponieważ Habsburgowie zobowiązali się w układzie rozbiorowym do przestrzegania zapisów traktatu warszawskiego z 1768 roku. Mieli więc prawo posiadać kościół, jednak takiej budowli w mieście nie było. Postanowiono wówczas o powołaniu Rady Starszych składającej się z po dwóch przedstawicieli z Lipnika i z Białej, która miała na celu powołanie Zboru Ewangelickiego w Białej i Lipniku, a także powstanie budynków kościoła i szkoły oraz zatrudnienie duchownych i nauczycieli. W 1773 Rada Starszych wystosowała pismo do cesarzowej Marii Teresy o pozwolenie na budowę kościoła, które pozostało jednak bez odpowiedzi. Mimo tego 17 września 1781 postanowiono o rozpoczęciu tutaj kolonizacji józefińskiej, co poskutkowało pozwoleniem dla Białej i Lipnika na budowę własnego domu modlitwy. 3 października 1781 ogłoszono ponadto Patent tolerancyjny, zrównujący w prawach ewangelików i katolików na terenie Cesarstwa Austrii.
Już 17 września 1781 oficjalnie powstał Zbór Ewangelicki w Białej, dla którego 20 listopada 1781 proboszcz cieszyński ks. Jan Traugott Bartelmus poświęcił miejsce budowy kościoła. Świątynia została zbudowana w centrum Białej, na miejscu istniejącego od początku XVIII w. cmentarza ewangelickiego. Zbór obejmował duży obszar cyrkułu myślenickiego, jednak zdecydowana większość wyznawców skupiała się w Białej i Lipniku. Inauguracyjne nabożeństwo w bialskiej świątyni odbyło się w Boże Narodzenie 1781. Pierwszym proboszczem nowej parafii został ks. Johann Mizia, przybyły do Białej w maju 1782.
Dotychczasowa ewangelicka nekropolia została zastąpiona 26 czerwca 1783 przez nowo otwarty cmentarz przy obecnej ul. Piłsudskiego. Jednak został on zamknięty już rok później w wyniku protestów katolickich mieszczan, a wierni zmuszeni zostali grzebać swoich zmarłych na terenie w pobliżu potoku Niwka, położonym przy obecnym skrzyżowaniu ulic Żywieckiej i Lipnickiej. Cmentarz ten był jednak narażony przez ciągłe zalewanie przez potok, w związku z czym w 1790 wznowione zostały pochówki na cmentarzu z 1783.
W strukturze Kościoła ewangelickiego w austriackiej Przedlitawii zbór podlegał powstałej w 1784 superintendenturze morawsko-śląsko-galicyjskiej. 7 maja 1790 galicyjską część superintendentury podzielono na dwa senioraty: we Lwowie (wschodni) i Białej (zachodni), którego pierwszym seniorem został ks. Mizia. W 1804 na bazie tych dwóch senioratów wydzielono osobną superintendenturę lwowską, której podporządkowano także dodatkowo zbory w Bukowinie.

### Rozkwit działalności parafii
Od 1786 do władz przesyłane były pisma w celu budowy murowanego kościoła, uwieńczone otrzymaniem zgody od cesarza w 1789. Prace rozpoczęto 19 września 1792. W 1798 rozebrano dotychczasowy kościół, a pierwsze nabożeństwo w nowym obiekcie miało miejsce 12 sierpnia 1798. Dodatkowo w Białej nie obowiązywały ograniczenia budowlane jak w patencie tolerancyjnym obowiązującym na Śląsku Austriackim, gdzie nie można była stawiać wież, a w Białej była ona od początku. Kościół posiadał także wejście od głównego placu miejskiego, zakazane w innych ewangelickich świątyniach na terenie cesarstwa.
Ksiądz Johann Mizia pełnił stanowisko proboszcza parafii do swojej śmierci 6 czerwca 1801. W 1802 objął je ks. Christian Raschke, który wraz z pozostałymi duszpasterzami parafii ks. Fischerem i Nowakiem opublikował w 1804 śpiewnik używany w parafii do 1853. W 1808 ks. Raschke stał się proboszczem parafii w Ligotce Kameralnej, a w Białej jego następcą został w tym samym roku ks. Johann Chmiel, od 1811 piastujący również stanowisko seniora.
W XIX wieku katolicy stali się większością mieszkańców Lipnika. Natomiast pierwsi osadnicy wyznania ewangelickiego zamieszkali w 1803 Salmopolu i pomimo objęcia ich opieką duszpasterską przez księży z parafii w Wiśle, czynności administracyjne, takie jak zapisy w księgach parafialnych, prowadzone były dla nich przez parafię bialską. Około 1812 na terenie osady założony został luterański cmentarz.
W lipcu 1817 w kościele ewangelickim w Białej gościł cesarz Franciszek II Habsburg. W 1832 we wnętrzu kościoła wybudowane zostały empory i chór, w 1833 zamontowano nową ambonę, a w 1835 – ołtarz, w którym dwa lata później zawieszono obraz Jezus w Ogrójcu.
W związku z przejściem w 1837 ks. Chmiela na emeryturę, w tym samym roku kolejnym proboszczem został ks. Jakob Hönel, pochodzący z Młynicy. W latach 1852–1870 pełnił on stanowisko seniora, a w 1870 został superintendentem Galicji i Bukowiny.
W latach 40. XIX wieku bialska parafia roztoczyła opiekę duszpasterską nad wiernymi w okolicy Żywca, w szczególności byli to robotnicy pracujący w zakładach przemysłowych zlokalizowanych w Zabłociu, Obszarze i Węgierskiej Górce. W 1844 powstał zbór filialny w Węgierskiej Górce, a placówka objęła swoją działalnością wiernych zamieszkałych na południe od Żywca. W tym samym roku wybudowana została szkoła ewangelicka w Lipniku i we wsi założony został cmentarz wyznaniowy.
Dzięki współpracy parafii w Białej, Bielsku oraz gminy żydowskiej w 1860 doszło do otwarcia Szkoły Realnej, finansowanej z ich wspólnych środków. 
W 1866 założony został cmentarz w Lipniku. W 1870 powstała również nowa siedziba szkoły ewangelickiej w Białej przy ul. Komorowickiej, a budynek starej szkoły został wtedy wyremontowany i przystosowany na budynek parafialny oraz mieszkanie proboszcza.
Po śmierci proboszcza Hönela w 1885 stanowisko to objął ks. Hermann Fritsche, pracujący tutaj wcześniej jako wikariusz w latach 1872–1874, a w okresie 1883-1885 sprawujący funkcję proboszcza parafii w Bielsku.
W 1886 doszło do przebudowy cmentarza w Lipniku, której projektantem był Gustaw Bleichert. W wyniku prac teren nekropolii podzielono na cztery kwatery, powstał budynek kostnicy oraz wybudowano mur otaczający cmentarz.
Na skutek znacznego zwiększenia się liczby wiernych w Salmopolu, w 1897 przez parafię bialską została wybudowana szkoła ewangelicka pełniąca też funkcję kaplicy, a faktyczna opieka duszpasterska nad tamtejszymi wiernymi została w całości przejęta przez księży z Białej. Nabożeństwa w kaplicy, prowadzone przez proboszcza bialskiego, odbywały się kilka razy w roku. W 1899 powstała również stacja kaznodziejska w Zabłociu.
W pierwszych latach XX wieku ewangeliccy robotnicy zamieszkali w Brzeszczach, gdzie zostali zatrudnieni do pracy w kopalni, a parafia bialska objęła ich swoją opieką, powołując tu stację kaznodziejską. Kolejna została utworzona w Andrychowie. W 1905 przy ul. Komorowickiej powstał budynek sierocińca ewangelickiego, a trzy lata później wzniesiono siedzibę nowej, dwuklasowej szkoły w Lipniku.

### Lata międzywojenne i II wojna światowa
Po I wojnie światowej zbory z dawnego obszaru Cesarstwa Austrii, które znalazły się w granicach II Rzeczypospolitej, zostały odcięte od wiedeńskiego konsystorza. W 1920 parafie z terenu województwa krakowskiego postanowiły o powołaniu samodzielnego związku wyznaniowego, tworząc Kościół Ewangelicki Augsburskiego i Helweckiego Wyznania w Małopolsce. Siedzibą nowego kościoła stała się Biała, a jego superintendentem został tutejszy proboszcz ks. Hermann Fritsche. Po jego śmierci w 1924 nowym superintendentem został ks. Theodor Zöckler, a siedziba władz kościoła została przeniesiona do Stanisławowa. Stanowisko kolejnego proboszcza w Białej objął 1 czerwca 1925 pracujący tu wcześniej krótko wikariusz, ks. Brunon Porwal. Podczas jego kadencji w 1936 wybudowana została kaplica na cmentarzu w Lipniku, a częstotliwość nabożeństw w Salmopolu została zwiększona do jednego w miesiącu.
W 1937 parafia liczyła 1148 wiernych w Białej oraz 700 w filiale w Lipniku. Posiadała też filiał w Węgierskiej Górce oraz stację kaznodziejską Żywcu. Otaczała ponadto opieką duszpasterską ewangelików zamieszkałych w rozproszeniu w innych miejscowościach na terenach powiatów bialskiego, wadowickiego i żywieckiego. W Białej parafia była właścicielem kościoła, dwóch szkół kształcących w języku niemieckim, cmentarza, sierocińca oraz budynku zborowego z mieszkaniem duchownego, natomiast w Lipniku do majątku zboru należała kaplica, dwie szkoły, cmentarz i trzy hektary ziemi.
Po wybuchu II wojny światowej i rozpoczęciu okupacji ziem polskich, nastąpił znaczny wzrost liczby członków parafii, spowodowany osiedlaniem się tu nowych mieszkańców narodowości niemieckiej, a także przesiedleniami Niemców z terenów Galicji, Wołynia i Besarabii, dochodzący do 15 000 wiernych. W latach 1942–1946 nie odbywały się jednak nabożeństwa w Salmopolu, z uwagi na konieczny remont budynku szkolnego mieszczącego kaplicę.

### Czasy powojenne
Wraz z końcem II wojny światowej na skutek wysiedleń Niemców liczba bialskich wiernych drastycznie spadła, a parafia zmieniła charakter na polski. Na skutek likwidacji Kościoła Ewangelickiego Augsburskiego i Helweckiego Wyznania w Małopolsce i włączeniu jego parafii w skład Kościoła Ewangelicko-Augsburskiego, parafia w Białej weszła w skład jego diecezji śląskiej. Proboszczem pozostał ks. Brunon Porwal, pełniąc posługę w parafii do 1958, kiedy wyjechał do RFN i podjął pracę na stanowisku proboszcza-administratora w Sulzbach-Laufen.
Nowe władze państwowe zorganizowały akcję zwalczania niemczyzny, którą w połowie 1946 objęto napisy na nagrobkach na bialskim cmentarzu. Zostały one zniszczone poprzez zakrycie ich czarną, smolistą farbą. Na skutek tej działalności, trzy czwarte nagrobków na cmentarzu zostało zdewastowanych.
W 1959 bialskim proboszczem został ks. Tadeusz Bogucki, podczas którego kadencji doszło do szeregu remontów kościoła oraz cmentarza w Białej. W efekcie wspólnej inicjatywy proboszcza i Rady Parafialnej, w 1983 kościół otrzymał imię Marcina Lutra. W 1988 nowym proboszczem został ks. Henryk Mach.
Nowy kościół ewangelicki w Szczyrku-Salmopolu został wybudowany w latach 1991–1995.
W związku z przejściem ks. Macha na emeryturę, 20 czerwca 2021 Zgromadzenie Parafialne wybrało ks. Roberta Augustyna na nowego proboszcza. Został on wprowadzony w urząd 4 września 2021 przez biskupa Adriana Korczagę.

## Współczesność
Proboszczem parafii pozostaje ks. Robert Augustyn. Nabożeństwa w kościele Marcina Lutra w Białej prowadzone są w każdą niedzielę oraz święta. Ponadto w Białej odbywa się studium biblijne, godziny biblijne, spotkania dla młodzieży (w grupach wiekowych młodszej i starszej), a także zajęcia sportowe. Działa Koło Niewiast oraz chór parafialny.
Na terenie miasta Bielsko-Biała parafia prowadzi także nabożeństwa w kaplicy położonej na cmentarzu przy ul. Krakowskiej w dzielnicy Lipnik, które odbywają się w pierwszą niedzielę miesiąca. Kaplica udostępniana jest przez parafię również bielskim wiernym Kościoła Ewangelicko-Reformowanego w RP, dla których w trzecią niedzielę miesiąca przez duchownego z kalwińskiej parafii w Zelowie prowadzone jest nabożeństwo w obrządku reformowanym.
W filiale w Szczyrku nabożeństwa mają miejsce w tamtejszym kościele ewangelickim, położonym w dzielnicy Salmopol. Poza coniedzielnymi i świątecznymi nabożeństwami, w Salmopolu odbywają się godziny biblijne, czytanie Słowa Bożego oraz spotkania młodzieżowe. Opiekę duszpasterską nad miejscowymi wiernymi prowadzi zamieszkały tam ks. Jan Byrt, pełniący stanowisko proboszcza pomocniczego parafii bialskiej. Ksiądz Byrt prowadzi również Dom Gościnny Parafii, działający w budynku dawnej szkoły ewangelickiej w Salmopolu. W 2020 szczyrkowski filiał skupiał około 100 wiernych.
Do parafii należy również zbór filialny w Węgierskiej Górce, gdzie nabożeństwa domowe prowadzone są w drugą niedzielę miesiąca.
Na terenie parafii znajdują się ewangelickie cmentarze w bielskich dzielnicach Biała Krakowska (cmentarz przy ul. Piłsudskiego) oraz Lipnik (cmentarz przy ul. Krakowskiej), jak również cmentarz ewangelicki w Szczyrku-Salmopolu. Wydzielona jest ponadto ewangelicka kwatera na cmentarzu rzymskokatolickim w Cięcinie, funkcjonująca od 1848.